# 黃昏長吻鱷
黃昏長吻鱷屬（hesperogavialis），是生活於中新世的已滅絕短吻型長吻鱷科動物。已發現化石的有委內瑞拉的克氏黃昏長吻鱷（ H. crucenti）及巴西的博康坦黃昏長吻鱷（H. bocquentini）。另外，近年來在巴西也發現了另一個黃昏長吻鱷屬未定種（H. sp）。